# Codex Manesse
Le codex Manesse, aussi appelé Manessische Handschrift (« manuscrit Manesse »), Große Heidelberger Liederhandschrift (« grand manuscrit de poésie lyrique de Heidelberg ») et parfois aussi Pariser Handschrift (« manuscrit de Paris ») est un manuscrit de poésie lyrique enluminé ayant la forme d'un codex. Il est le plus grand et somptueux des recueils du Minnesang de langue allemande.
Le codex est composé de 426 folios. Il contient, sur plus de 700 pages (certains folio ne sont remplis que d'un seul côté), les textes de chansons d'amour courtois composés en allemand médiéval (Mittelhochdeutsch) par près de 140 Minnesänger (qui sont, sous certains aspects, les équivalents et les continuateurs allemands des troubadours et trouvères).
Le codex a été compilé et illustré vers 1310, avec des compléments jusqu'en 1340, probablement à la demande de la famille Manesse, patriciens de Zurich. Le manuscrit fait maintenant partie des collections de la bibliothèque de l'université de Heidelberg.
Les spécialistes du Minnesang font fréquemment référence au codex par l'appellation manuscrit C. Cette abréviation a été introduite par le philologue Karl Lachmann pour le distinguer de la Kleine Heidelberger Liederhandschrift (de), notée manuscrit A et la Weingartner Liederhandschrift, notée manuscrit B.

## Forme et contenu

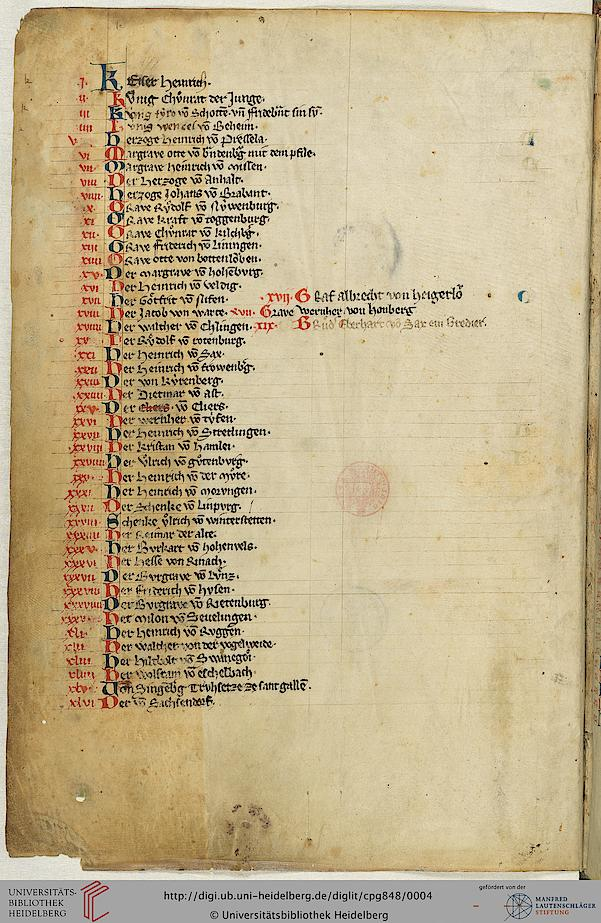
Planche 4v. Première page de la table des matières.
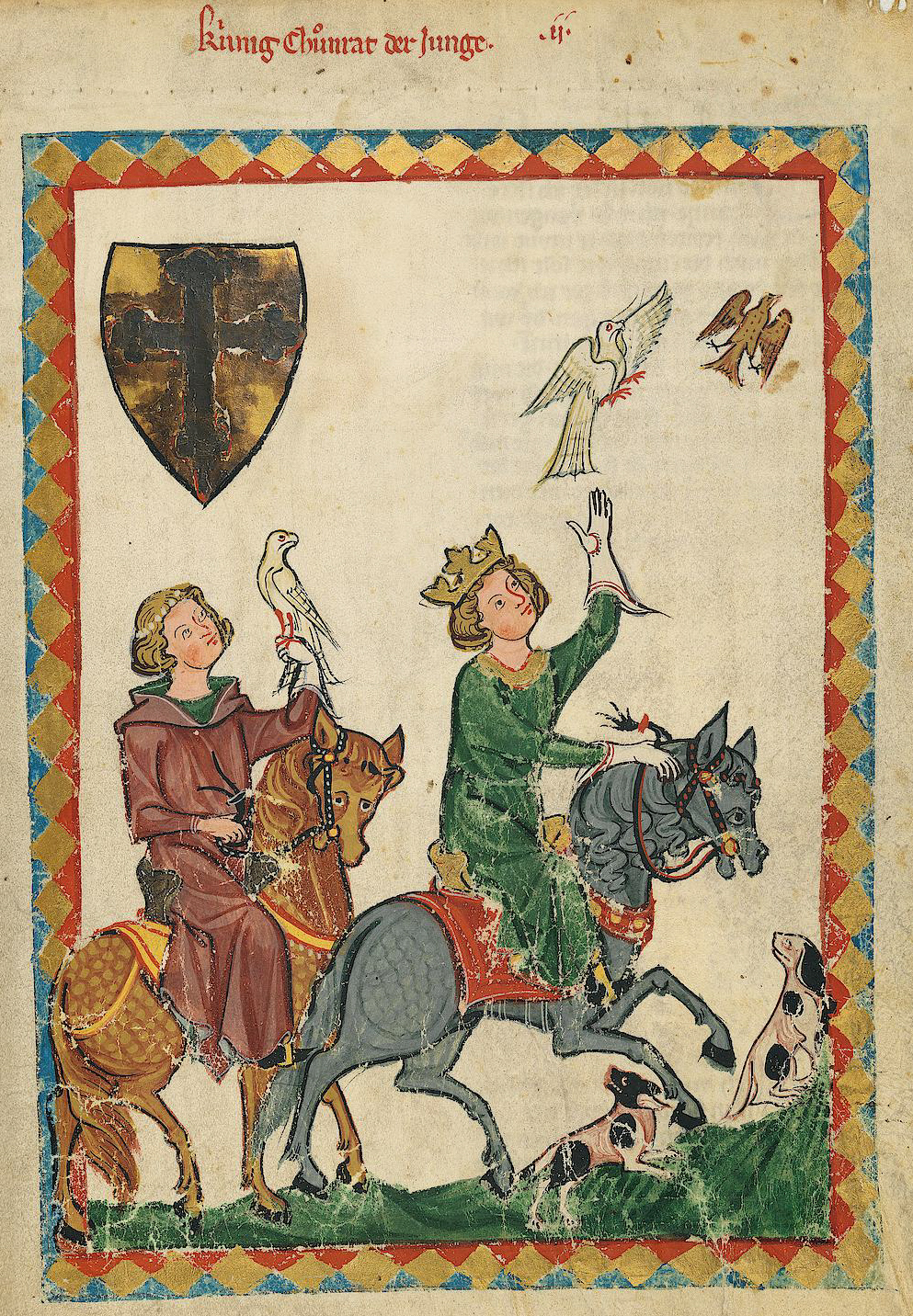
Planche 7r : Conrad de Hohenstaufen, à la chasse au faucon.
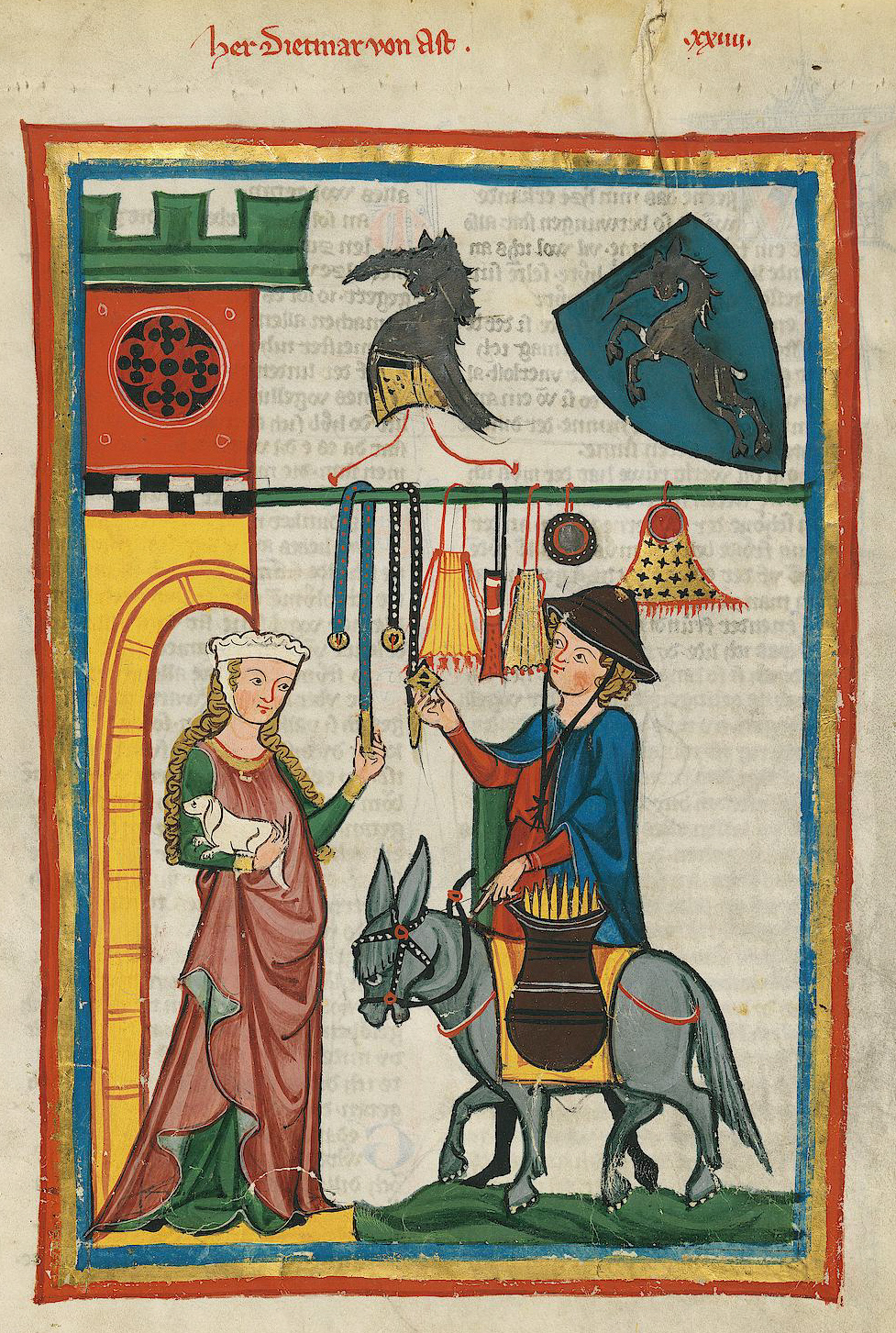
Planche 64r : Le seigneur Dietmar von Aist (de), avec une mule, symbole du voyageur. L'écusson contient une licorne.
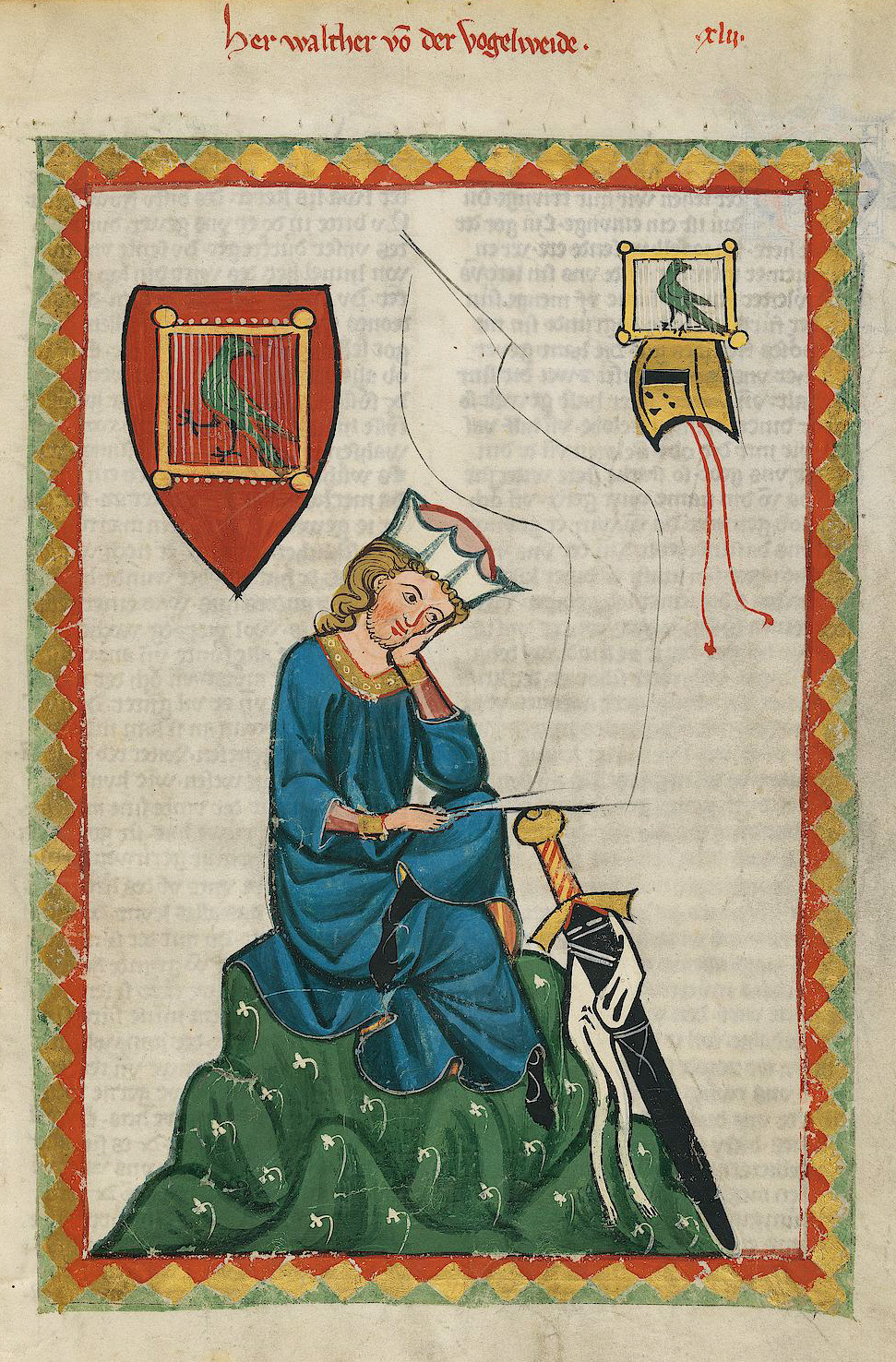
Planche 124r : Walther von der Vogelweide.
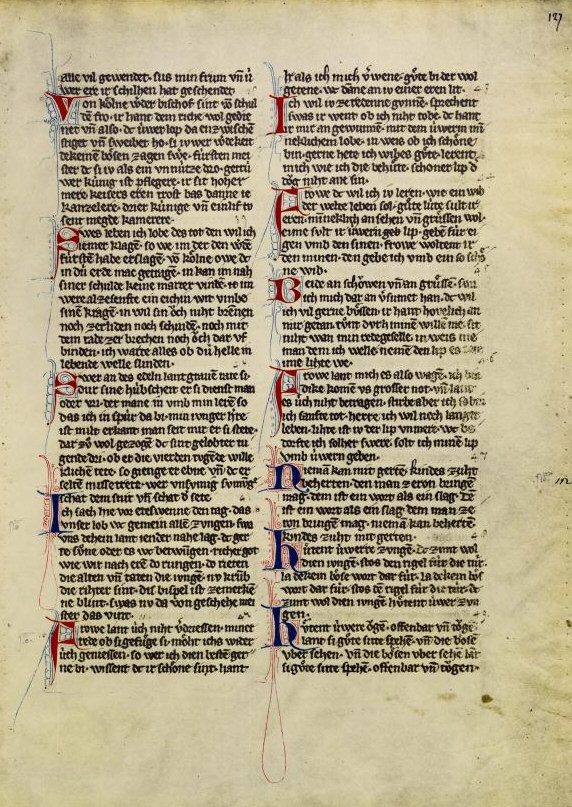
Planche 127r : Un poème de Walther von der Vogelweide.

Chaque feuille de parchemin mesure 35,5 × 25 cm. Le manuscrit compte 137 miniatures en pleine page, qui forment une série de « portraits » des poètes. Ils sont source de renseignements intéressants sur les costumes, coutumes et armoiries de l'époque. Un grand nombre de nobles y sont représentés dans leur tenue d'apparat, ou équipés en tenue de tournoi. Ils sont reconnaissables grâce à leurs symboles héraldiques quand leur visage est caché par un heaume. Conformément à la tradition, certaines illustrations sont aussi basées sur les paroles d'un poème, ou sur un attribut du personnage : ainsi, Dietmar von Ast (de) est un « voyageur », et est représenté sur une mule.
D'après le témoignage du poète Johannes Hadlaub (en), le conseiller zurichois Rüdiger II Manesse et son fils Johannes commencent à la fin du XIIIe siècle à réunir le recueil de poésies courtoises. Ce manuscrit a été compilé à une époque où certains des poètes étaient morts depuis un siècle : les textes remontent, pour certains d'entre eux, jusqu'à la deuxième moitié du XIIe siècle. Une quelconque ressemblance physique (ni même héraldique) ne peut donc pas être attendue.
Le texte lui-même est un recueil d'environ 6 000 strophes de poésie allemande (chants et maximes) de 140 auteurs. Quatre enlumineurs distincts ont contribué aux miniatures, le maître principal a peint à lui seul 110 miniatures. Dix ou onze scribes distincts ont participé à l'ouvrage.
Les textes sont présentés par auteurs. L'ordre des 140 poètes suit le principe médiéval du classement par état et par rang : il débute avec l'empereur du Saint-Empire romain-germanique Henri VI et son petit-fils Conradin ; il est suivi de rois, de ducs, de margraves et comtes, barons seigneurs et chevaliers servants, et enfin de maîtres bourgeois et chantres sans titre et sans extraction sociale, comme Walther von der Vogelweide. La plus volumineuse contribution est celle de Walther von der Vogelweide.
Les noms les plus célèbres des Minnesänger figurant dans le recueil sont Heinrich von Veldeke, Heinrich von Morungen, Reinmar de Haguenau, Friedrich von Hausen, Walther von der Vogelweide, Wolfram von Eschenbach, Ulrich von Liechtenstein ou Godefroid de Strasbourg. Le poète Johannes Hadlaub (en) a également une contribution importante.
Le manuscrit commence par une table des matières, énumérant les auteurs présents. Chaque auteur est introduit par sa miniature, suivie de ses œuvres. La numérotation est un ajout postérieur.
La rédaction a connu plusieurs étapes. Le noyau du manuscrit est formé des œuvres de 110 auteurs dont les textes ont été copiés en 1300 ou dans les années qui suivent. Ce n'est qu'après la mort de Rüdiger II Manesse qu'on a ajouté (jusqu'en 1330-1340, peut-être jusqu'à la révolution de Rodolphe Brun en 1336) les œuvres de trente autres poètes. On ignore qui a mené ce travail complémentaire. En dépit de la complexité de sa genèse, le Codex Manesse a été conçu selon un plan. D'une part, les poètes sont ordonnés hiérarchiquement. D'autre part, les nombreuses pages blanches distribuées dans tout le manuscrit démontrent qu'il avait été conçu comme un recueil devant être constamment complété. Ce concept, nouveau dans les recueils de chansons, se retrouve dans le manuscrit de la charte de Zurich de 1304, le Richtebrief (de), ce qui fait penser à une même origine. L'initiative d'un travail préparatoire daté de 1301-1304 revient sans doute à Rüdiger II Manesse et la main est identique à celle qui a copié dans le Codex Manesse les quelque 240 strophes du corpus de Hadlaub.

## Histoire du manuscrit

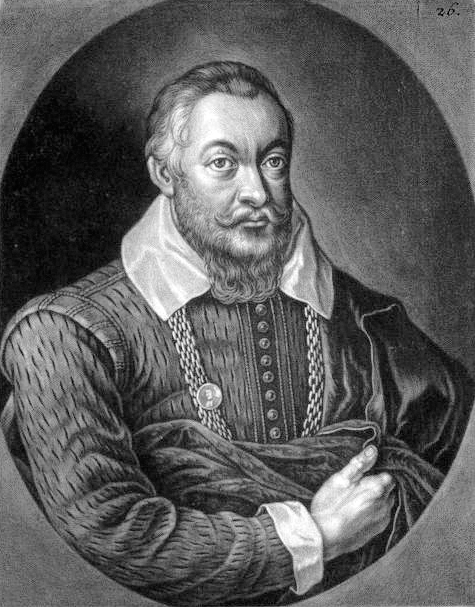
Marquard Freher, par Johann Jacob Haid.
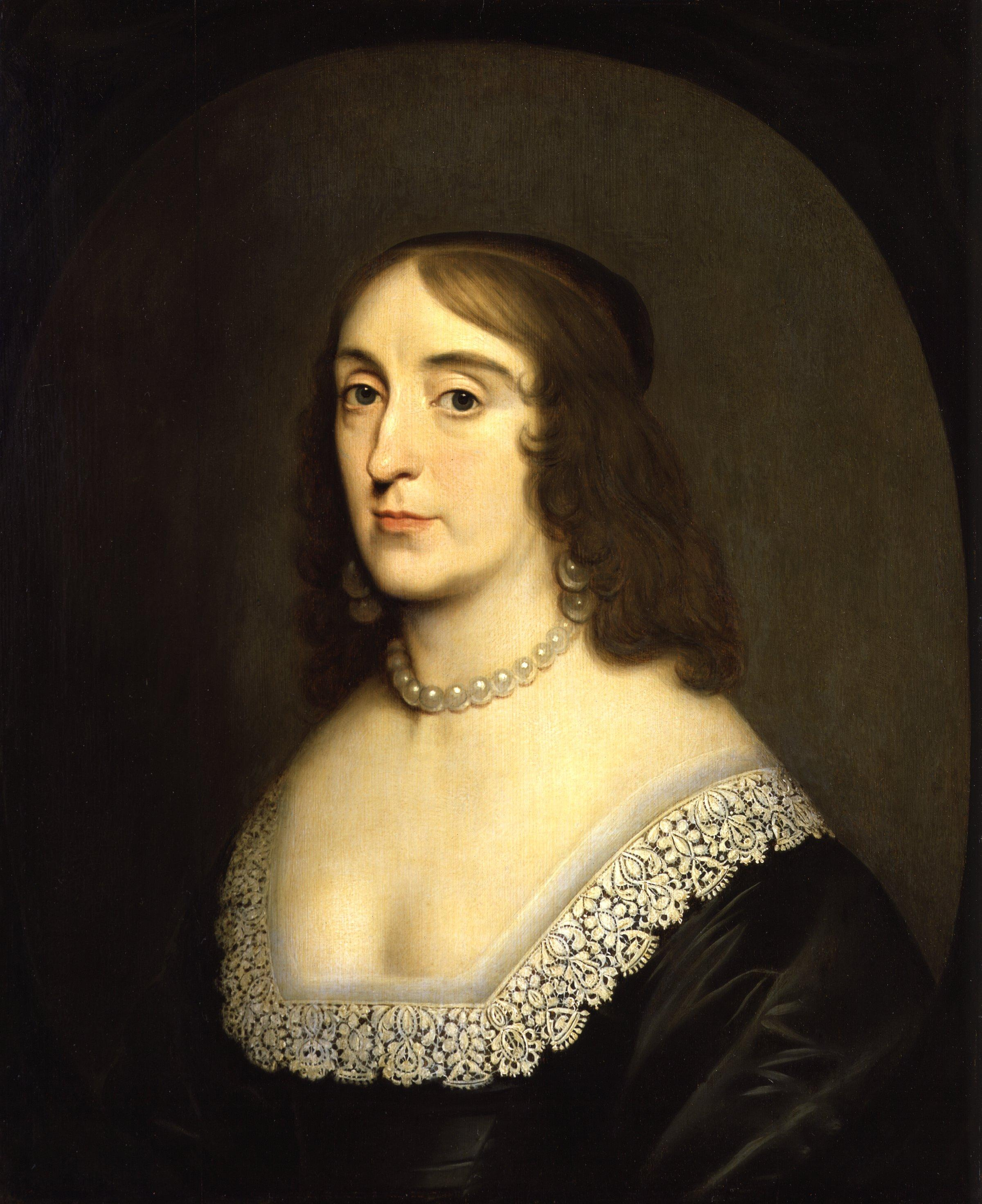
Élisabeth Stuart, par Gerrit van Honthorst.
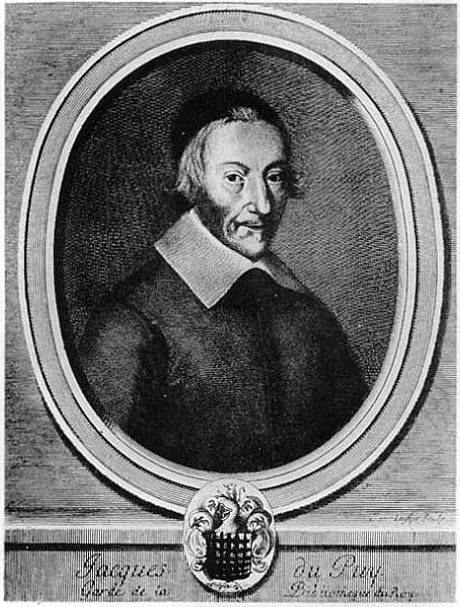
Jacques Dupuy.
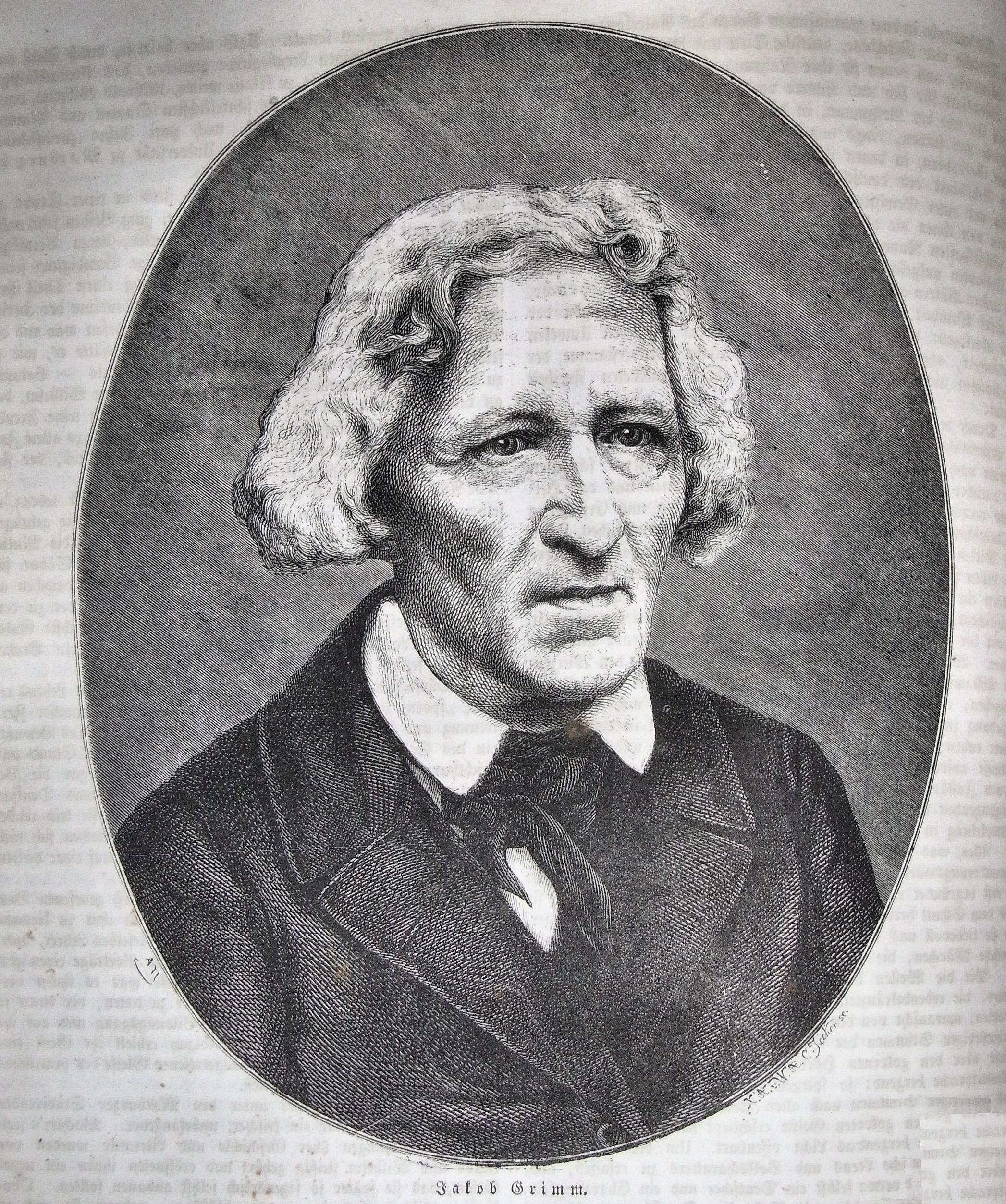
Jacob Grimm (1858).
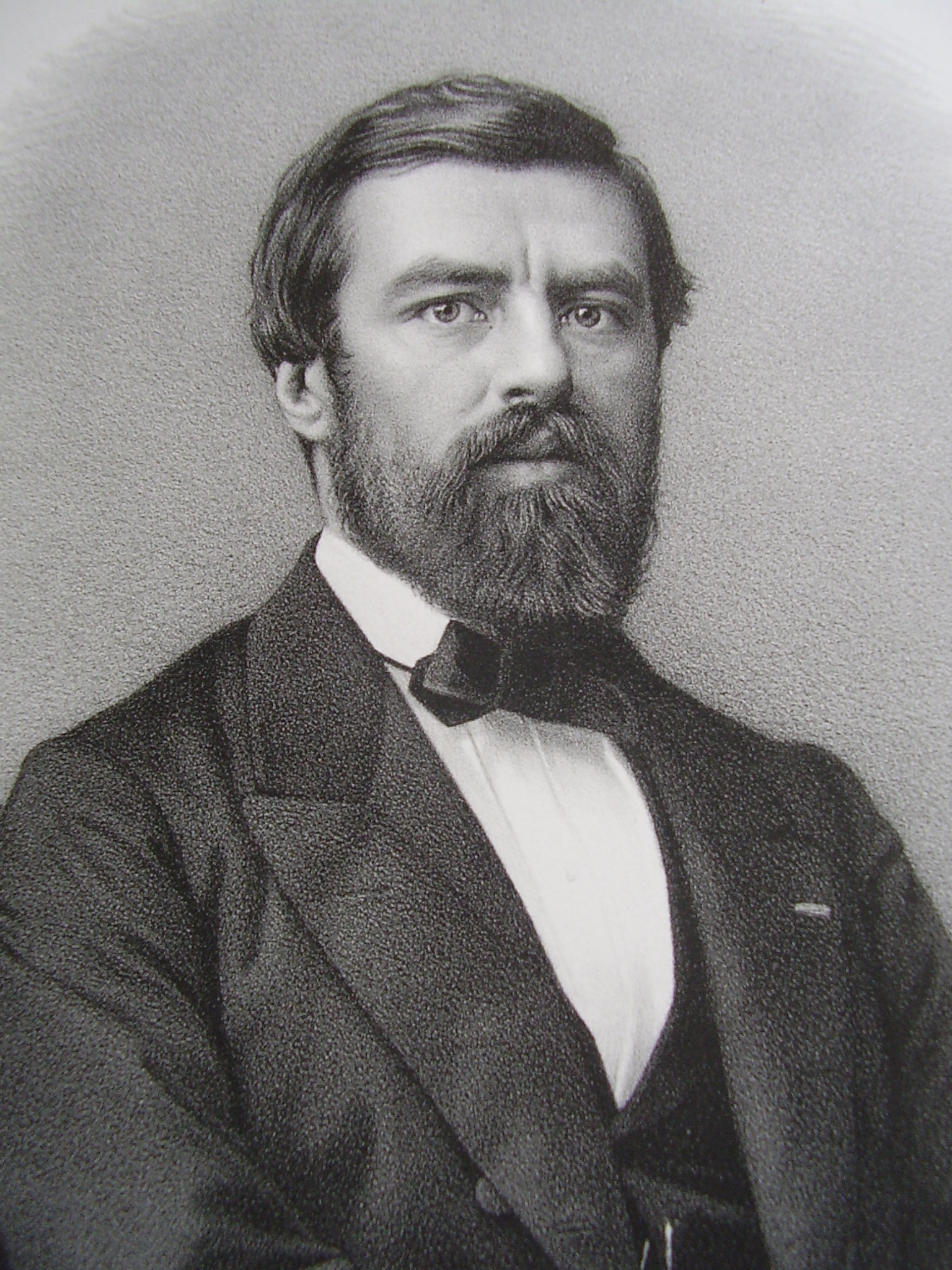
Léopold Delisle, administrateur de la Bibliothèque nationale.

Le manuscrit a eu une histoire mouvementée.
On ne connaît pas le ou les premiers propriétaires. Il est possible que le recueil ait déjà quitté Zurich dans la première moitié du XVe siècle. Vers 1575-1580, le codex est la propriété d'un collectionneur flamand qui s'intéresse à l'héraldique et qui fait copier avec précision les armoiries et les heaumes, peut-être en vue de l'acquisition du manuscrit. On retrouve ensuite le recueil dans l'héritage du chevalier Johann Philipp von Hohensax (de), chevalier suisse mort en 1594, qui a occupé des postes administratifs dans les Pays-Bas et qui a pu alors acquérir le codex. Il est aussi possible que Hohensax, qui avait des relations étroites avec la cour palatine de Heidelberg, ait emprunté le Codex avant 1594 et l'ait emporté en Suisse. Il est en revanche certain que le comte palatin de Zweibrücken et le savant Marquard Freher ont tenté pendant des années, après la mort du chevalier, d'obtenir ou de récupérer le manuscrit.
C'est en 1607 que le manuscrit revient à Heidelberg, avec l'aide notamment de l'humaniste suisse Melchior Goldast. Goldast est aussi le premier à faire un usage scientifique du Codex, et dès 1604 il publie plusieurs de ses poèmes didactiques. Pendant une quinzaine d'années, le manuscrit fait partie de la célèbre collection de livres du palatinat du Rhin à Heidelberg, la Bibliotheca Palatina. En 1622, pendant la Guerre de Trente Ans, le manuscrit a apparemment pu être sauvé lors de la prise de Heidelberg par les troupes de la Ligue catholique sous Jean t'Serclaes, comte de Tilly, puisqu'elle ne figure pas dans la plus grande partie de la Bibliotheca Palatina transportée à Rome comme butin. On peut supposer que c'est le prince Frédéric V du Palatinat qui a emporté le document, avec ses trésors familiaux les plus précieux, dans son exil à La Haye. Sa veuve Élisabeth Stuart a des besoins d'argent de plus en plus important après la mort de son mari en 1632, et c'est peut-être par la vente du Codex que celui-ci rejoint, quelque temps après, la bibliothèque personnelle de l'érudit français Jacques Dupuy qui, à sa mort en 1656, lègue sa collection au roi de France.
Ainsi, le manuscrit des chants se trouve depuis 1657 dans la bibliothèque royale à Paris (précurseur de la Bibliothèque nationale de France). En 1815, Jacob Grimm y voit le codex ; Nerval a pu le voir, et ce serait une des sources de son célèbre poème El Desdichado (cf. "Le Destin héraldique" sur plinous.org). Beaucoup d'efforts sont alors déployés pour « rapatrier » le recueil en Allemagne. À cause de la prescription du droit de propriété, la Bibliotheca Palatina ne peut pas réclamer une restitution. Le retour n'est possible que par un rachat ou un échange. C'est en 1888 que cette dernière voie est employée par l'éditeur et négociant strasbourgeois Karl Ignaz Trübner, de sorte que ce manuscrit célèbre peut effectivement revenir à Heidelberg. La transaction avec la Bibliothèque nationale, dont l'administrateur général est alors Léopold Delisle se fait sur la base d'un échange contre une assez importante quantité de manuscrits français de la collection du 4e comte d’Ashburnham. Léopold Delisle les connaît. Il sait que la majeure partie des manuscrits d’origine française que lord Ashburnham avait acquis en France, en particulier ceux achetés au libraire Barrois, avaient été volés dans les années 1840 dans des bibliothèques françaises par le comte Libri, inspecteur-général des Bibliothèques sous le roi Louis-Philippe. Trübner acquiert ces manuscrits auprès du fils du 4e comte, Bertram Ashburnham (en), 5e comte d'Ashburnham (1840-1913). Il les vend à la Bibliothèque nationale (administrateur Léopold Delisle) contre le Codex plus la somme de 150 000 francs-or (ordre de grandeur : le franc-or était en gros l'équivalent de 5 euros de 2021).
Un fonds impérial met à la disposition de Trübner la somme de 400 000 marks-or (le mark-or était en gros l'équivalent de 1,2 franc-or, soit 6 euros ; ce qui met le prix du Codex à environ 350 000 francs-or, soit approximativement 1,5 million d'euros) pour mener à bien l'opération. Le codex Manesse est d'abord transmis au gouvernement de l'Empire, qui à son tour le dépose à la bibliothèque de l'Université de Heidelberg.

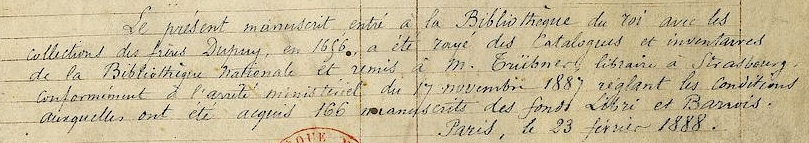
Notice attestant le transfert du manuscrit de la bibliothèque nationale à Trübner, inscrite sur la feuille 3r du codex.

Depuis, il est entreposé à Heidelberg. Ces pérégrinations sont à l'origine des surnoms du manuscrit : il est appelé aussi « grand manuscrit de chants de Heidelberg » (Große Heidelberger Liederhandschrift) ou « manuscrit de Paris » (Pariser Handschrift). Il existe aussi une Kleine Heidelberger Liederhandschrift à Heidelberg, ce qui explique le qualificatif supplémentaire.